# خوسيه غونزاليس (لاعب كرة سلة)
خوسيه غونزاليس (بالإسبانية: José González)‏ (و. 1914  م) هو لاعب كرة سلة تشيلي، ولد في فالبارايسو، شارك في الألعاب الأولمبية الصيفية 1936.

## روابط خارجية
- خوسيه غونزاليس على موقع سبورتس رفرنس (الإنجليزية)
- خوسيه غونزاليس على موقع أوليمبيديا (الإنجليزية)